# Зона покриття (роман)
«Зона покриття» (англ. Cell) (2006) — роман американського письменника Стівена Кінга. 15 вересня 2006 року переклад роману українською був представлений на форумі видавців у Львові  книжковим клубом «Клуб сімейного дозвілля». Роман екранізований 2016 року.

## Сюжет
Усе починається в сучасному, і тому такому рідному, світі — дорослі теревенять про загрозу терористичних атак, діти не тямляться від ай-подів та мелодій для мобільних, з приймачів лунає Брітні Спірс. Подія, яку пізніше назвуть «Імпульсом», розпочалася у пообіддя першого жовтня о 15:03 за східним часовим поясом. Настають апокаліптичні зміни — на всіх, хто приклав вухо до слухавки мобільного, діє Імпульс, що витирає свідомість людини, мов програмне забезпечення з жорсткого диску, оголюючи її первісні лють та жорстокість. При розумі залишаються лише консерватори і диваки, які відкинули прогрес і не користувались мобільними телефонами. Але чи вдасться їм вижити в новому світі божевільних мобілоїдів, пусті очі яких ховають ще не одну таємницю?
Книга складається із восьми розділів, які по суті утворюють певні етапи у цій історії.

### Імпульс
Охоплює події безпосередньо пов'язані із імпульсом, що відбуваються у Бостоні. Під час імпульсу, коли відбуваються жахливі події, Клайтон Ріддел знайомиться з Томом Маккуртом. Герої вирішують пересидіти у готелі «Атлантик Авеню», де вони рятують дівчину Алісу Максвелл, яка, гнана переслідувачем, ураженим Імпульсом, опинилась біля входу в готель.

### Молден
Том, Клай та Аліса зумівши вибратись із палаючого Бостона знаходять прихисток у будинку Тома у Молдені. Клай вирішує пробиратись на північ у Кент-Понд (штат Мен) щоб знайти сина і дружину. Том та Аліса вирішують піти з ним. Тим часом уражені імпульсом починають вести себе подібно до зграї птахів, у них з'являється груповий розум.

### Академія Гейтена
Знайомство з директором Чарльзом Ардаєм та «останнім учнем» академії Гейтена, який залишився при ньому — Джорданом. Знищення гейтенської зграї та помста мобілоїдів (так тепер називають людей, уражених Імпульсом). Останні день у день набувають все нових здібностей, таких як телепатія чи здатність пересувати предмети силою думки.

### Троянди в'януть, сад пропав
Прибиті горем вони ховають директора та вирішують продовжувати подорож на північ. По дорозі вступають у конфлікт із двома «спринтерами», які, помстившись, смертельно ранять Алісу, котра помирає від травм. Згодом із «спринтерами» поквитаються мобілоїди за те, що наважились зачепити «недоторканних», тих, хто причетний до знищення зграй.

### Кент-Понд
Трійка прибуває у рідне містечко Рідделів, де Клай знаходить записку від Джонні. Герої вирішують розділитись, оскільки Том і Джордан не бажають йти до Кашваку, місця де нібито буде «резервація» для «нормальних» людей. До них приєднуються ще троє подорожуючих: Деніз, Ден та Рей, які теж знищили дві зграї.

### Мобільне бінго
Клай просувається трасою 11 у Кашвак. Він розуміє, що у Кашваці фонолюди (так їх тепер іменує Клай) перетворюють «нормальних» людей у собі подібних, яких змушують їх робити різні речі, втручаючись до їхньої свідомості. Згодом він зустрічає своїх знайомих, яких мобілоїди змусили повернутись на трасу 11. Усі розуміють, що у Кашваці на них чекає суд фонолюдей за знищення зграй. Мобілоїди змушують усіх сісти в автобус та їхати до Кашвацької ярмарки. Перед цим Рей віддає Клаєві мобільний телефон, говорячи, що Клай згодом усе зрозуміє і покінчує життя самогубством.

### Кашвак
Замкнувши героїв у холі мобілоїди впадають у свій черговий сон-медитацію. Клай здогадується, зіставивши усі «деталі», що Рей замінував автобус, а телефон спричинює детонацію. Рей застрілився, щоб мобілоїди не дізнались про це прочитавши його думки. Героям вдається здійснити задум Рея, що призводить до знищення більшості мобілоїдів, а решта дезорієнтується, бо розуму зграї більше немає. Клай вирішує знайти свого сина, а іншим рекомендує вирушити на північ…

### Системна копія
Рідделу вдається знайти сина, але Джонні частково уражений імпульсом. Клай вирішує «відновити системну копію»…

## Переклад українською
Вперше переклад українською з'явився у 2008 році у видавництві КСД у перекладі Олени Любенко.